# 山梨県民の日
山梨県民の日（やまなしけんみんのひ）は、山梨県が1986年（昭和61年）に制定した記念日。11月20日である。

## 経緯
- 明治4年11月20日[注釈 1] - 甲府県を山梨県と改めた日。「県民の日」はこの日を記念して決めたもの。
- 1986年（昭和61年）3月26日 - 「県民の日条例 （昭和61年3月26日山梨県条例第1号）」公布[2]。